# Yoshiaki Nishimura
Yoshiaki Nishimura (西村 義明?, Nishimura Yoshiaki; Tokyo, 25 settembre 1977) è un produttore cinematografico giapponese.

## Biografia
Inizialmente operante presso lo Studio Ghibli, è il fondatore dello Studio Ponoc. Ha ricevuto due candidature all'Oscar al miglior film d'animazione: una nel 2014 per La storia della Principessa Splendente e l'altra l'anno successivo per Quando c'era Marnie.

## Filmografia
- Il castello errante di Howl (2004)
- Il regno dei sogni e della follia (2013)
- La storia della Principessa Splendente (2013)
- Quando c'era Marnie (2014)
- Mary e il fiore della strega (2017)
- Eroi modesti - Ponoc Short Films Theatre (2019)
- Yaneura no rajā (2023)